# چیفته‌لر
چیفته‌لر (به ترکی استانبولی: Çifteler) شهری است در کشور ترکیه که در استان اسکی‌شهر واقع شده‌است. جمعیت این شهر بر اساس سرشماری سال ۲۰۰۸ میلادی ۱۱٬۸۱۰ نفر و بر اساس برآوردهای سال ۲۰۰۹ میلادی ۱۱٬۷۳۳ نفر می‌باشد.